# Crotalaria serengetiana
Crotalaria serengetiana är en ärtväxtart som beskrevs av Roger Marcus Polhill. Crotalaria serengetiana ingår i släktet sunnhampor, och familjen ärtväxter. Inga underarter finns listade i Catalogue of Life.